# New York State Athletic Commission World Heavyweight Championship
Il NYSAC World Heavyweight Championship è stato un titolo di wrestling promosso dalla New York State Athletic Commission (NYSAC).
Il titolo è stato attivo a partire dal 1928, anno di riconoscimento del primo campione, fino al 1946, quando è stato di fatto abbandonato.

## Albo d'oro
| #  | Campione        | Regno | Data              | Giorni | Località                 | Evento     | Note | Fonti |
| -- | --------------- | ----- | ----------------- | ------ | ------------------------ | ---------- | --- | ----- |
| 1  | Hans Steinke    | 1     | 21 febbraio 1928  |        | --                       | --         | Il titolo fu assegnato a Steinke dalla NYSAC, che rifiutava di riconoscere campione Ed Lewis, vincitore del World Heavyweight Wrestling Championship il giorno prima contro Joe Stecher. |       |
| —  | Vacante         | —     | 4 settembre 1928  | —      | —                        | —          | La NYSAC rese il titolo vacante per una mancata difesa di Steinke. |       |
| †  | Gus Sonnenberg  | —     | 4 gennaio 1929    | —      | —                        | —          | Sonnenberg sconfisse Ed Lewis conquistando il World Heavyweight Wrestling Championship e fu inizialmente riconosciuto campione anche dalla NYSAC, che ritirò il riconoscimento nel luglio 1929 per il rifiuto di Sonnenberg di sfidare lottatori legittimi.                                                                                              |       |
| 2  | Dick Shikat     | 1     | 23 agosto 1929    | 287    | Filadelfia, Pennsylvania | House show | Shikat vinse un torneo per assegnare il titolo sconfiggendo in finale Jim Londos. | [ 1 ] |
| 3  | Jim Londos      | 1     | 6 giugno 1930     | 847    | Filadelfia, Pennsylvania | House show | | [ 1 ] |
| —  | Vacante         | —     | 30 settembre 1932 | —      | —                        | —          | La NYSAC rese il titolo vacante perché Londos si rifiutò di difenderlo contro il vincitore di un incontro tra Lewis e Shikat. |       |
| 4  | Ed Lewis        | 1     | 10 ottobre 1932   | 133    | New York, New York       | House show | Lewis vinse uno spareggio per il titolo vacante sconfiggendo Jack Sherry. | [ 1 ] |
| 5  | Jim Browning    | 1     | 20 febbraio 1933  | 490    | New York, New York       | House show | | [ 1 ] |
| 6  | Jim Londos      | 2     | 23 giugno 1934    | 367    | New York, New York       | House show | Londos vinse anche il National Wrestling Association World Heavyweight Championship, unificando i due titoli. | [ 1 ] |
| 7  | Danno O'Mahoney | 1     | 27 giugno 1935    | 249    | Boston, Massachusetts    | House show | O'Mahoney vinse anche la versione di Boston dell'AWA World Heavyweight Championship, unificando i due titoli. | [ 1 ] |
| 8  | Dick Shikat     | 2     | 2 marzo 1936      | 53     | New York, New York       | House show | La American Wrestling Association di Boston non riconobbe Shikat come campione, lasciando il suo titolo a O'Mahoney. | [ 1 ] |
| 9  | Ali Baba        | 1     | 24 aprile 1936    | 49     | Detroit, Michigan        | House show | | [ 1 ] |
| 10 | Dave Levin      | 1     | 12 giugno 1936    | 108    | Newark, New Jersey       | House show | Levin vinse l'incontro per squalifica, ma il The Ring Magazine lo riconobbe come campione. Ali Baba continuò a difendere la sua versione del titolo, perdendolo contro Everett Marshall il 26 giugno 1936. Levin vinse anche una versione del World Heavyweight Wrestling Champion promossa a Los Angeles, sconfiggendo Vincent Lopez il 19 agosto 1936. | [ 1 ] |
| 11 | Dean Detton     | 1     | 28 settembre 1936 | 274    | Newark, New Jersey       | House show | Riconosciuto come unico campione mondiale dal The Ring Magazine. | [ 1 ] |
| 12 | Bronko Nagurski | 1     | 29 giugno 1937    | 507    | Minneapolis, Minnesota   | House show | Riconosciuto come unico campione mondiale dal The Ring Magazine. | [ 1 ] |
| 13 | Jim Londos      | 3     | 18 novembre 1938  | 2.601  | Filadelfia, Pennsylvania | House show | Riconosciuto come unico campione mondiale dal The Ring Magazine. | [ 1 ] |
| -  | Disattivato     | -     | 1946              | -      | -                        | -          | Il titolo fu reso vacante al ritiro di Jim Londos e non essendo più stato riassegnato è considerato di fatto vacante. |       |